# Звёздный (дворец спорта)
«Звёздный» — арена в Новом Уренгое. Домашняя для волейбольного клуба «Факел».

## История
8 сентября 2016 прошло открытие «Звёздного». Открывали арену секретарь совета безопасности России Николай Патрушев и губернатор ЯНАО Дмитрий Кобылкин.
27 сентября 2016 прошёл первый матч на новой арене. На новоселье к «Факелу» приехал уфимский «Урал». Гости победили — 2:3.
17 апреля 2017 «Факел» выиграл на арене первый трофей. Победив в «Звёздном» французский «Шомон», новоуренгойская команда выиграла Кубок Вызова.
Матч «Факел» : «Берлин» прошедший 11 декабря 2019 года стал самым северным матчем в истории Лиги Чемпионов.